# 虞荔
虞荔（503年—561年），字山披，会稽余姚（今浙江宁波余姚市）人。
幼年聪明，九岁随从伯父虞阐去探望太常陆倕，陆倕问虞荔《五经》十事，對答如流。梁朝时任司文郎、通直散骑侍郎、中书舍人。入陈朝，官太子中庶子。天嘉二年（561年）卒，享年五十九。著有《鼎录》。其子虞世基、虞世南。

## 延伸阅读
[在维基数据编辑]
 《陳書·卷19》，出自姚思廉《陳書》
 《南史·卷69》，出自李延壽《南史》